# جوزيه ويلارد جيبس سينيور
جوزيه ويلارد جيبس سينيور (بالإنجليزية: Josiah Willard Gibbs, Sr.)‏ هو عالم عقيدة أمريكي، ولد في 30 أبريل 1790 في سالم في الولايات المتحدة، وتوفي في 25 مارس 1861 في نيو هيفن في الولايات المتحدة.